# Teste de Ames
Em Genética, o Teste de Ames é um método para detecção de agentes químicos mutagênicos. O método foi proposto em 1973 pelo cientista americano Bruce Ames e colaboradores . A identificação de compostos carcinogênicos é importante porque mutações no DNA são frequentemente associadas ao câncer.

## Procedimento
Para o teste de Ames, são utilizadas cepas especiais de Salmonella typhimurium . A cepa de bactéria possui uma mutação que inativa a via de biossíntese de histidina (His-). Como as bactérias são incapazes de produzir a própria histidina e sua única fonte é o ambiente, colônias desta cepa não crescem em meios com ausência do aminoácido, ao menos que haja uma mutação reversa que reestabeleça a via de biossíntese da histidina. Tais colônias com mutações reversas são chamadas de revertentes. Quaisquer mutações são mais comuns na presença de agentes mutagênicos, de modo que revertentes são mais frequentes na presença de agentes mutagênicos. 
A cepa de Salmonella é cultivada em diferentes placas de Petri, em meio com ausência de histidina. Cada placa tem a presença de um composto de interesse, potencialmente mutagênico. Como controle positivo, utiliza-se um mutagênico conhecido, que resulta em um alto número de revertentes. Como controle negativo, utiliza-se um composto não mutagênico, geralmente água destilada, o que resulta em um baixo número de revertentes, correspondentes a mutações espontâneas. Quando o número de revertentes é maior do que o controle negativo, acima de um dado limiar, interpreta-se que o composto de interesse é mutagênico. 

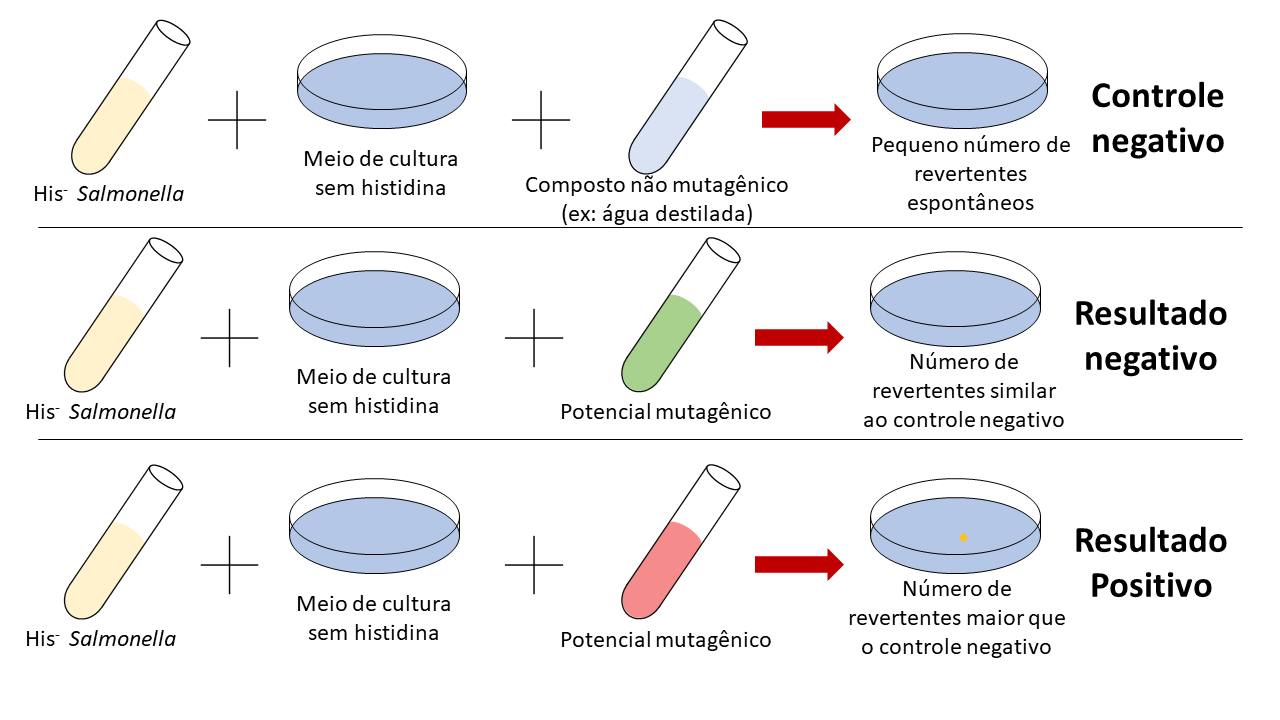
Esquema de controle negativo, resultado negativo e controle positivo no teste de Ames.

Extrato de fígado de mamífero pode ser adicionado ao meio de cultura para replicar os processos metabólicos dos seres humanos. Em mamíferos, enzimas hepáticas convertem certos compostos carcinogênicos inativos em sua forma ativa. Bactérias não possuem tais enzimas, de modo que, na ausência de extrato de fígado, alguns compostos de interesse podem não ser ativados e não serem convertidos em sua forma ativa e mutagênica. O extrato geralmente é obtido a partir do fígado de ratos e é denominado S9. 